# Super Bowl XXVII
Der Super Bowl XXVII war der 27. Super Bowl, das Endspiel der Saison 1992 der National Football League (NFL). Am 31. Januar 1993 standen sich die Buffalo Bills und die Dallas Cowboys im Rose Bowl Stadium in Pasadena, Kalifornien, gegenüber. Sieger waren die Dallas Cowboys bei einem Endstand von 52:17. Für die Bills war dies die dritte Super-Bowl-Niederlage in Folge. Der Quarterback der Cowboys, Troy Aikman, wurde zum Super Bowl MVP gewählt.

## Spielbericht
Die Buffalo Bills starteten gut, da sie die erste Angriffsserie der Cowboys stoppten und Special-Teams-Pro-Bowler Steve Tasker den anschließenden Punt blockte, so dass die Bills den Football an der gegnerischen 16-Yards-Linie bekamen. Der Runningback der Bills, Thurman Thomas, lief zum Touchdown in die Endzone. Nach dem Extrapunkt von Kicker Steve Christie stand es 7:0. Dann leistete sich Bills-Quarterback Jim Kelly eine Interception, aus der die Cowboys wenige Spielzüge später zum 7:7 ausglichen. Im nächsten Spielzug sackte Cowboys-Linebacker Charles Haley Kelly, der den Ball an Jimmie Jones von den Cowboys verlor, der zum Touchdown lief (Extrapunkt Lin Elliott, DAL 14 – BUF 7). Kurz darauf schied Kelly nach einem harten Hit von Linebacker Ken Norton junior aus und wurde von Ersatz-Quarterback Frank Reich ersetzt. Reich brachte die Bills bis an die 4-Yards-Linie, doch mehr als ein Field Goal durch Christie sprang nicht heraus (DAL 14 – BUF 10). Dallas-Quarterback Troy Aikman konterte mit einem Touchdownpass auf Wide Receiver Michael Irvin, und dann verlor Thurman Thomas den Ball, so dass Aikman nur 18 Sekunden später wieder auf Irvin in der Endzone vollenden konnte: somit führte Dallas 28:10.
Die zweite Halbzeit verlief zunächst ausgeglichen. Christies Field Goal zum 31:10 wurde durch Reichs Touchdownpass auf Wide Receiver Don Beebe gekontert (Extrapunkt Steve Christie, DAL 31 – BUF 17). Doch im vierten Viertel warf Aikman einen Touchdown auf Wide Receiver Alvin Harper (Extrapunkt Lin Elliott, DAL 38 – BUF 17), und dann leistete sich Reich zwei schwere Fehler: zuerst warf er eine Interception zum Safety der Cowboys, Thomas Everett. Den folgenden Drive vollendete Runningback Emmitt Smith zum Touchdown (Extrapunkt Lin Elliott, DAL 45 – BUF 17). Danach verlor Reich beim Snap den Ball an Ken Norton junior, der zum Defensivtouchdown in die Endzone lief (Extrapunkt Lin Elliott, DAL 52 – BUF 17).
Die vielleicht bemerkenswerteste Szene des Spiels ereignete sich, als Reich ein Fumble unterlief, das von Defensive Tackle Leon Lett aufgenommen wurde. Lett lief scheinbar unbedrängt auf die Endzone zu, verlangsamte sein Tempo und schwenkte den Ball provozierend vor sich her, so dass ihm der von hinten anstürmende Don Beebe den Ball aus der Hand schlagen konnte. Der herrenlose Football trudelte aus der Endzone, so dass anstelle eines Touchdowns ein Touchback gegeben wurde und die Bills den Ball zurückbekamen. Diese Szene wurde von ESPN zu einem der 25 größten Super-Bowl-Momente gewählt. Lett war sein Fauxpas so peinlich, dass er zunächst nicht zur Siegesparade in Dallas erscheinen wollte, und er wird bis heute auf diese Szene angesprochen. Beebe hingegen, der trotz eines 35-Punkte-Rückstands kurz vor Schluss noch Einsatz zeigte, wurde hingegen oft gelobt.

## Startaufstellung
Die Startaufstellungen der beiden Mannschaften sah wie folgt aus:
| Buffalo           | Position | Dallas           |
| ----------------- | -------- | ---------------- |
| Offense           |          |                  |
| James Lofton!     | WR       | Alvin Harper     |
| Will Wolford      | LT       | Mark Tuinei      |
| Jim Ritcher       | LG       | Nate Newton      |
| Kent Hull         | C        | Mark Stepnoski   |
| Glenn Parker      | RG       | John Gesek       |
| Howard Ballard    | RT       | Erik Williams    |
| Pete Metzelaars   | TE       | Jay Novacek      |
| Andre Reed!       | WR       | Michael Irvin!   |
| Thurman Thomas!   | RB       | Emmitt Smith!    |
| Don Beebe         | WR/FB    | Daryl Johnston   |
| Jim Kelly!        | QB       | Troy Aikman!     |
| Defense           |          |                  |
| Phil Hansen       | DE/LE    | Tony Tolbert     |
| Jeff Wright       | NT/LT    | Russell Maryland |
| Bruce Smith!      | DE/RT    | Tony Casillas    |
| Marvcus Patton    | LB/RE    | Charles Haley!   |
| Shane Conlan      | LB       | Vinson Smith     |
| Cornelius Bennett | LB       | Robert Jones     |
| Darryl Talley     | LB       | Ken Norton Jr.   |
| James Williams    | LCB/CB   | Kevin Smith      |
| Nate Odomes       | RCB/CB   | Larry Brown      |
| Henry Jones       | SS       | Thomas Everett   |
| Mark Kelso        | FS       | James Washington |

Legende:
| ! | = spätere Hall of Famer |